# 维拉克堡
维拉克堡（法語：Labastide-de-Virac，法語發音：[labastid də viʁak]）是法国阿尔代什省的一个市镇，属于拉让蒂耶尔区。

## 地理
维拉克堡（44°21'1"N, 4°24'12"E）面积23.32 平方千米，位于法国奥弗涅-罗讷-阿尔卑斯大区阿尔代什省，该省份为法国东南部内陆省份，北起顺时针与卢瓦尔省、伊泽尔省、德龙省、沃克吕兹省、加尔省、洛泽尔省和上盧瓦爾省接壤。
与维拉克堡接壤的市镇（或旧市镇、城区）包括：奥尔尼亚克拉文、圣勒梅兹、萨拉瓦斯、瓦尼亚、瓦隆蓬达尔克、巴尔雅克、勒加恩。

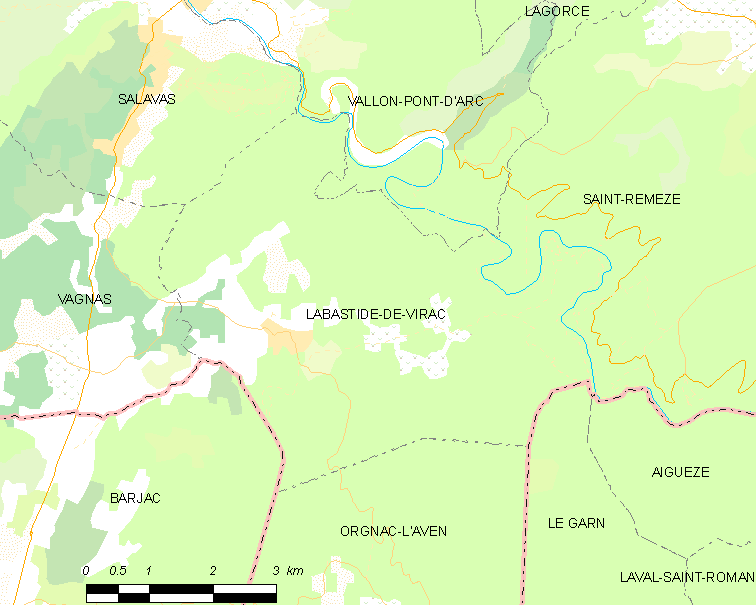
维拉克堡的OSM定位图

维拉克堡的时区为UTC+01:00、UTC+02:00（夏令时）。

## 行政
维拉克堡的邮政编码为07150，INSEE市镇编码为07113。

## 政治
维拉克堡所属的省级选区为瓦隆蓬达尔克县。

## 人口

1962-2008年间维拉克堡人口变化图示

维拉克堡于2022年1月1日时的人口数量为322人。